# Proasellus delhezi
Proasellus delhezi is een pissebed uit de familie Asellidae. De wetenschappelijke naam van de soort is voor het eerst geldig gepubliceerd in 1973 door Henry & Magniez.